# 葡式三明治
葡式三明治（葡萄牙語：francesinha）是起源于葡萄牙北部波尔图地区的一种特色三明治。以两片烘烤吐司夹入火腿、牛排、熏肠等各种肉类，表面盖上荷包蛋和干酪，最后淋上酒和番茄底的辣味浇汁，佐以炸薯条食用。

## 历史
葡式三明治的发明人是丹尼尔·达席尔瓦，曾旅居法国从事餐饮领域多年，深谙法式烹饪，后于1953年回到葡萄牙，在波尔图一家叫“雷加莱拉（A Regaleira）”的餐厅工作。他从法式火腿干酪三明治和火腿蛋三明治中获取灵感，在面包片间塞满肉和熏肠，并创造性地配以番茄辣酱，使其更符合葡萄牙人的口味。他为其取名“francesinha”，意为“法国女郎”，不仅因为此菜与本名“香脆先生”的火腿干酪三明治和本名“香脆太太”的火腿蛋三明治等法式菜肴一脉相承，火辣的酱汁也象征着时髦热辣的法国女郎，与当时萨拉查独裁统治下保守冷淡的葡萄牙女性形成了鲜明对比。
面市之初，葡式三明治主要当作电影院和酒吧的下午茶点心或夜宵。历经数十年，逐步演变成一日三餐均可享用的波尔图特色菜，并随旅游业的发展普及到葡萄牙全国。

## 特色

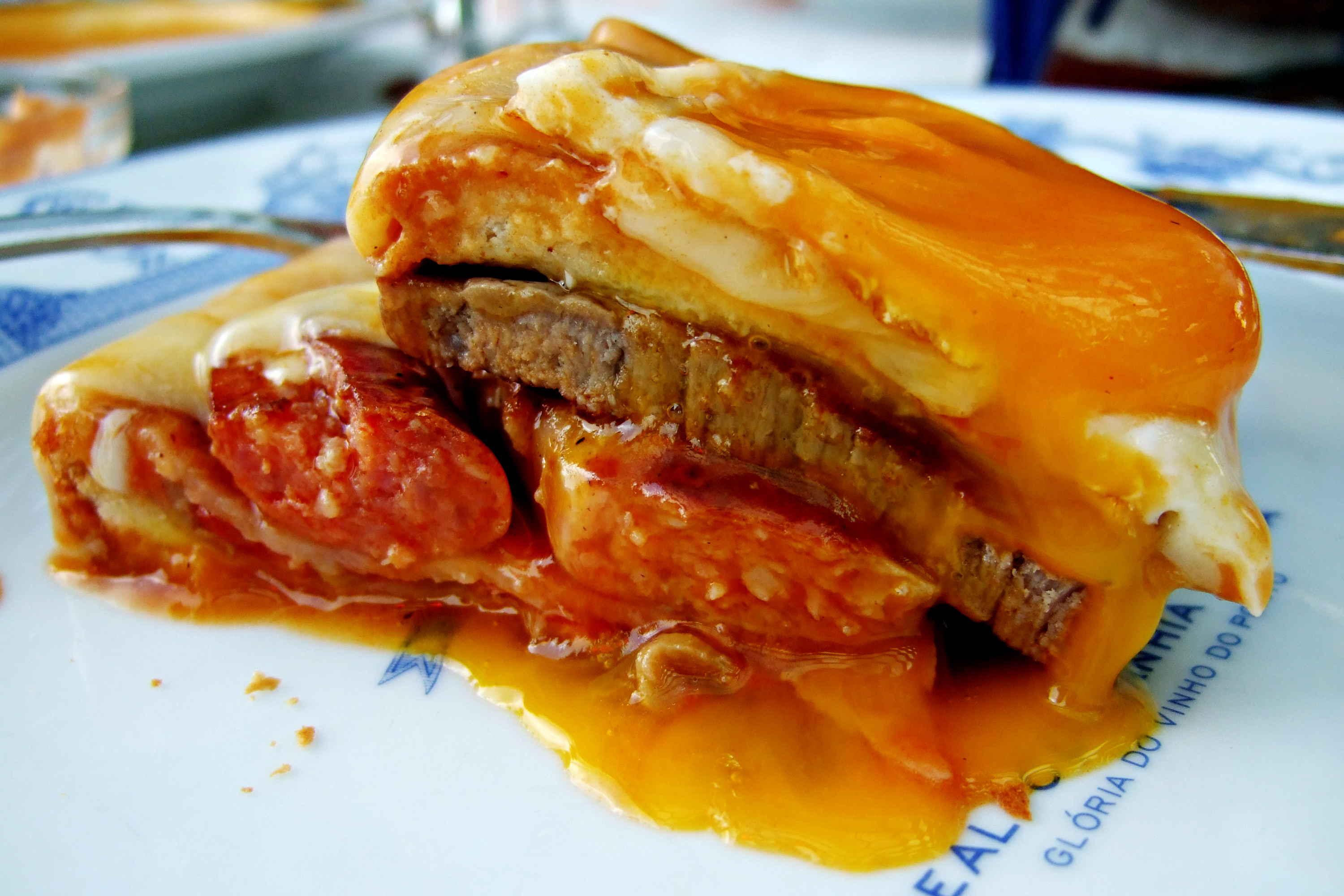
横剖面

葡式三明治以方片吐司为底，在烤架上煎至金黄酥脆。各式熏肉依次铺叠，常见的有葡萄牙辣肠、腌火腿、意式熏香肠，有时还会加上烤牛排等肉类烧烤。最后盖上干酪送馅饼烤盘，待奶酪融化后淋上辣味浇汁。橘红色的浇汁是全菜的奥妙所在，讲究的浇汁要用牛骨吊汤，加入番茄、洋葱、大蒜、海鲜高汤、酒和霹雳椒等原料炖煮数小时而成。每位波尔图厨师都有密不外传的秘方，有些在炖煮中加入啤酒，有些则选择白兰地或波特酒，故酱汁的口感、质地和辣度等均各有不同。早期的葡式三明治浇汁偏辣，并非所有人都能接受，现经过改良后则变得较为温和。
本菜重油重肉，一份可含热量1,800千卡（7,531千焦耳），并不符合当今“健康饮食”的理念。波尔图当地居民建议每月以两顿为度。

## 派生

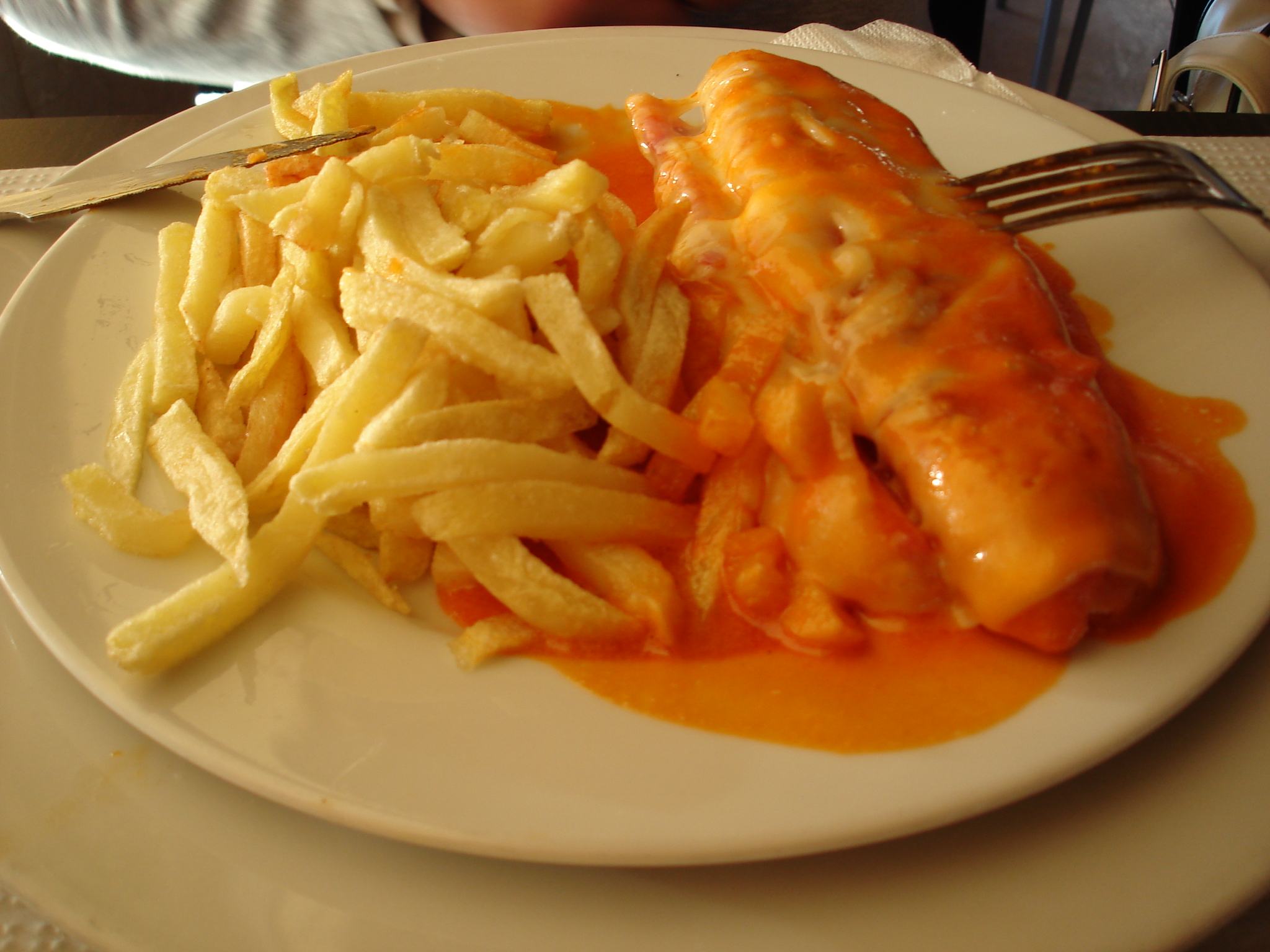
波瓦葡式三明治配薯条

- 波瓦葡式三明治（英语：Francesinha poveira）：浇汁稍有改变，用法棍面包代替吐司面包，可以用手拿着吃。1960年代波瓦-迪瓦尔津一家咖啡店从波尔图引进后的本土化产物[7]；
- “啄木鸟”（pica-pau）：不用吐司面包，将所有肉类切丁，盖上干酪浇上酱汁经砂锅烹调后用牙签串着吃。因形如啄木鸟啄树取食而得名[8]。

## 拓展阅读
- Dolan, Rebecca. . AOL.com. 2011-04-21  [2019-10-30]. （原始内容存档于2016-08-16） （英语）.
- Gould, Kevin. . The Guardian. 2016-08-08. （原始内容存档于2019-10-26） （英语）.
- Opaz, Gabriella; Nolasco, Sonia Andresson. . Leya. 2016. ISBN 9-897-41535-1 （英语）.